# Tanygona
Tanygona é um gênero de traça pertencente à família Cosmopterigidae.